# Kärna, Kungälvs kommun
Kärna är en tätort i Kungälvs kommun i Västra Götalands län.
Kärna är ett mindre samhälle på landsbygden, cirka tio kilometer väster om centralorten Kungälv och cirka 22,5 km från Göteborg. 

## Befolkningsutveckling
| Befolkningsutvecklingen i Kärna 1965–2020       | Befolkningsutvecklingen i Kärna 1965–2020 | Befolkningsutvecklingen i Kärna 1965–2020 | Befolkningsutvecklingen i Kärna 1965–2020 | Befolkningsutvecklingen i Kärna 1965–2020 |
| ----------------------------------------------- | ----------------------------------------- | ----------------------------------------- | ----------------------------------------- | ----------------------------------------- |
|                                                 |                                           |                                           |                                           |                                           |
| År                                              |                                           |                                           | Folkmängd                                 | Areal (ha)                                |
| 1965                                            | 1965                                      |                                           | 202                                       |                                           |
| 1970                                            | 1970                                      |                                           | 338                                       |                                           |
| 1975                                            | 1975                                      |                                           | 369                                       |                                           |
| 1980                                            | 1980                                      |                                           | 427                                       |                                           |
| 1990                                            | 1990                                      |                                           | 438                                       | 42                                        |
| 1995                                            | 1995                                      |                                           | 445                                       | 42                                        |
| 2000                                            | 2000                                      |                                           | 441                                       | 42                                        |
| 2005                                            | 2005                                      |                                           | 451                                       | 42                                        |
| 2010                                            | 2010                                      |                                           | 430                                       | 45                                        |
| 2015                                            | 2015                                      |                                           | 604                                       | 81                                        |
| 2020                                            | 2020                                      |                                           | 1 157                                     | 118                                       |
| Anm.: Ny tätort 1965. 2020 växte Lefstad samman |                                           |                                           |                                           |                                           |

## Skolor
Det finns två lokala skolor i Kärna, Kärna skola och Friskolan i Kärna. Kärna skola drivs i kommunal regi men friskolan drivs privat och startade sin verksamhet år 2000.

## Näringsliv
I Kärna finns både jordbruk och skogsbruk, men merparten av de förvärvsarbetande invånarna arbetar i Kungälv eller Göteborg. I tätorten finns livsmedelsaffär, bensinstation, blomsteraffär, presentaffär och frisör.